# اندویه
اندویه (به فرانسوی: Andouillé) یک کمون در فرانسه است که در canton of Chailland واقع شده‌است. اندویه ۳۶٫۵۴ کیلومتر مربع مساحت دارد ۱۱۰ متر بالاتر از سطح دریا واقع شده‌است.